# Shorty Templeman
Clark Thomas Templeman , Sr., detto Shorty (Pueblo, 12 agosto 1919 – Marion, 24 agosto 1962), è stato un pilota automobilistico statunitense.

## Biografia
Iscritto per 7 volte alla 500 Miglia di Indianapolis, tra il 1955 ed il 1962, corse la famosa gara americana 3 volte, conquistando come miglior risultato un 4º posto nell'edizione 1961.
Vinse 5 Campionati Midget dello stato di Washington e tre in Oregon. Inoltre fu tre volte Campione Americano della specialità tra il 1956 ed il 1958.
Morì nel 1962 in seguito alle ferite riportate in un incidente di gara nella Contea di Marion (Ohio). Ha ricevuto sepoltura presso l'Evergreen Washelli Memorial Park di Seattle, Washington.
Tra il 1950 e il 1960 la 500 Miglia faceva parte del Campionato Mondiale, per questo motivo Templeman ha all'attivo anche tre Gran Premi in Formula 1.

## Risultati in Formula 1
| 1955 | Scuderia                         | Vettura        |  |  |     |  |  |  |  |  |  |  |  | Punti | Pos. |
| ---- | -------------------------------- | -------------- |  |  | --- |  |  |  |  |  |  |  |  | ----- | ---- |
| 1955 | Central Excavating / Pete Salemi | Trevis Indycar |  |  | Rit |  |  |  |  |  |  |  |  | 0     |      |

| 1956 | Scuderia     | Vettura             |  |  |    |  |  |  |  |  |  |  |  | Punti | Pos. |
| ---- | ------------ | ------------------- |  |  | -- |  |  |  |  |  |  |  |  | ----- | ---- |
| 1956 | Lee Glessner | Hillegas Sprint Car |  |  | NQ |  |  |  |  |  |  |  |  | 0     |      |

| 1958 | Scuderia                    | Vettura           |  |  |  |     |  |  |  |  |  |  |  | Punti | Pos. |
| ---- | --------------------------- | ----------------- |  |  |  | --- |  |  |  |  |  |  |  | ----- | ---- |
| 1958 | McNamara / Kalamazoo Sports | Kurtis Kraft 500D |  |  |  | Rit |  |  |  |  |  |  |  | 0     |      |

| 1959 | Scuderia      | Vettura           |  |    |  |  |  |  |  |  |  |  |  | Punti | Pos. |
| ---- | ------------- | ----------------- |  | -- |  |  |  |  |  |  |  |  |  | ----- | ---- |
| 1959 | Frank Arciero | Kurtis Kraft 500C |  | NQ |  |  |  |  |  |  |  |  |  | 0     |      |

| 1960 | Scuderia            | Vettura           |  |  |     |  |  |  |  |  |  |  |  | Punti | Pos. |
| ---- | ------------------- | ----------------- |  |  | --- |  |  |  |  |  |  |  |  | ----- | ---- |
| 1960 | Federal Engineering | Kurtis Kraft 500C |  |  | Rit |  |  |  |  |  |  |  |  | 0     |      |

| Legenda | 1º posto     | 2º posto | 3º posto    | A punti         | Senza punti/Non class.  | Grassetto – Pole position Corsivo – Giro più veloce |
| Legenda | Squalificato | Ritirato | Non partito | Non qualificato | Solo prove/Terzo pilota | Grassetto – Pole position Corsivo – Giro più veloce |